# بن‌بست (میناب)
بن‌بست (میناب)، روستایی از توابع بخش مرکزی شهرستان میناب در استان هرمزگان ایران است.

## جمعیت
این روستا در دهستان بندزرک قرار دارد و براساس سرشماری مرکز آمار ایران در سال ۱۳۸۵، جمعیت آن ۷۳ نفر (۱۳خانوار) بوده‌است.